# Milan Šufflay
Milan Šufflay (magyarosan Sufflay Milán, Lepoglava, 1879. november 8. – Zágráb, 1931. február 19.), horvát történész, politikus, egyetemi tanár, író és műfordító. Az albanológia egyik alapítója és az első horvát tudományos-fantasztikus regény szerzője.

## Élete

### Ifjúkora
1879-ben született Lepoglavában, Augustin Šufflay és Franciska Welle von Vorstern, eszéki német származású tanárok legkisebb gyermekeként. Két nővére volt, Angela és Zlata, akikkel egész életében szoros kapcsolatban volt. A zágrábi felsővárosi gimnáziumba járt, amelyet 1897-ben végzett el. Ezután a Zágrábi Egyetemen történelmet tanult. 1901-ben szerezte meg a filozófia doktora címet a „Hrvatska i zadnja pregnuća istočne imperije pod žezlom triju Komnena (1075-1180)” (Horvátország és a Bizánci Birodalom utolsó fellángolása a három Komnénosz jogara alatt 1075-1180) című disszertációjával. Messze ő volt a legjobb tanuló a középiskolában és az egyetemen is, de az ezért járó díjat, a briliáns gyűrűt valaki más kapta, ami nagyon megviselte. Még egyetemista korában beszélt franciául, németül, olaszul, angolul, az összes szláv nyelven, valamint latinul, ógörögül és középgörögül, később pedig elsajátította az újgörögöt, az albánt, a hébert és szanszkrit nyelvet is. Tadija Smičiklas professzor, akinek segédje volt az akadémia Codex diplomaticusának szerkesztésében a legtehetségesebb tanítványának tartotta.
1902 és 1903 között a bécsi Osztrák Történeti Intézetben tanult. Tanulmányozta a horvát középkori történelmet és az albán múltat. A Balkán történészévé vált, mert szakítva a horvát történészek általános véleményével, meg volt győződve arról, hogy horvátok múltjának balkáni kutatása az egyetlen helyes dolog. Thallóczy Lajos magyar történész, látva benne a magyar táborba csábító tehetséget, Budapestre hozta, ahol a Magyar Nemzeti Múzeumban dolgozott. 1904 és 1908 között a budapesti Nemzeti Múzeum kurátora volt. Rauch Levin horvát bán az egyetemi szenátus javaslatára 1908-ban a Zágrábi Egyetem Segédtörténeti Tudományok Tanszékének docensévé nevezte ki. 1912-ben az egyetem rendes professzorrá választották, amikor azonban unokatestvére, Tomassich Miklós horvát bán lett, akivel állandó ellenséges viszonyban volt, el kellett hagynia az egyetemet. Az első világháború kitörése után 1915 elején őt is mozgósították, annak ellenére, hogy az egyetemi tanárokat általában felmentették a katonai szolgálat alól. Betegség miatt azonban hamarosan elbocsátották, majd megírta legjelentősebb műveit.

### Bírósági pere
A Szerb-Horvát-Szlovén Királyság új államában 1921-ben hazaárulás miatt (idegen állam javára kémkedés) letartóztatták, és Ivo Pilarral, valamint 14 másik vádlott-társával együtt bíróság elé állították. A per 1921. június 2-tól 25-ig tartott. A bíróságon akkoriban a vádirat egy részére utalva, miszerint ő és mások azon dolgoztak, hogy Horvátországot erőszakosan elszakítsák a jogilag nem létező Szerb-Horvát-Szlovén Királyságtól kijelentette, hogy Horvátországnak nincs szüksége fegyveres harcra és erőszakos elszakadásra, mert a horvát népnek megvan a természetes önrendelkezési joga. Ezért tévedés ez a per. A független Horvátország alapja az egykori monarchiával való kapcsolatok 1918. október 29-i megszakítása. Egyetlen bűne a horvát érzés, a vágy az önrendelkezésről, a horvát államról, és az antantba vetett hit, de az egész horvát népnek megvan ez az érzése, vágya, és hite, valamint joga, hogy képviselőin keresztül ki is fejezze. A pert a kormány megnyerheti, de a pert Európával szemben elveszíti. A beszéd során a bírák félbeszakították Šufflayt, mondván, hogy senki sem üldözi a horvát népet. Šufflayt, mint első rendű vádlottat három év hat hónap börtönbüntetésre ítélték, és az ítéletnek külföldön erősebb visszhangja volt, mint Horvátországban.
Büntetését a szávaszentdemeteri büntetés-végrehajtási intézetben töltötte. Büntetésének letöltése közben Zágrábban megműtötték, és tüdőgümőkórt, tüdőtágulatot valamint  szívelégtelenséget diagnosztizáltak nála. 1922. október 2-án, miután letöltötte büntetésének felét, kiengedték a börtönből, és nővérénél, Zlatánál telepedett le a zágrábi Gundulićeva utca 25. szám alatt.  A börtönből való szabadulása után tagja volt a Horvát Jogpárt vezetőségének, és 1925-ben sikertelenül próbálkozott a Horvát Népi Radikális Párt megszervezésével. Ezután ismét a tudományos munkának szentelte magát. 1928 tavaszán elfogadta a Budapesti Tudományegyetem Délkelet-Európai Történelem Tanszékének ajánlatát, és ez év június 1-jén egyetemi tanárrá nevezték ki, de nem távozhatott, mert elutasították útlevélkérelmét. 1929 őszén az albán kormány és a bécsi tudományos akadémia felkérésére folytatta Jireček és Thallóczy munkáját, a Codex Albanicus III. kötetéhez a levéltári anyag feldolgozását. Elfogadva Ahmed Zogu albán király 1929-es felkérését, 1930-ban hosszú viszontagságok és az albán kormány többszöri beavatkozása után megkapta az albán útlevelet, és decemberben megérkezett Albániába. 1931. január közepén a dubrovniki és a kotori levéltárat kutatta, s ugyanezen év január végén befejezte Codex Albanicus III. kötetét.

### Halála

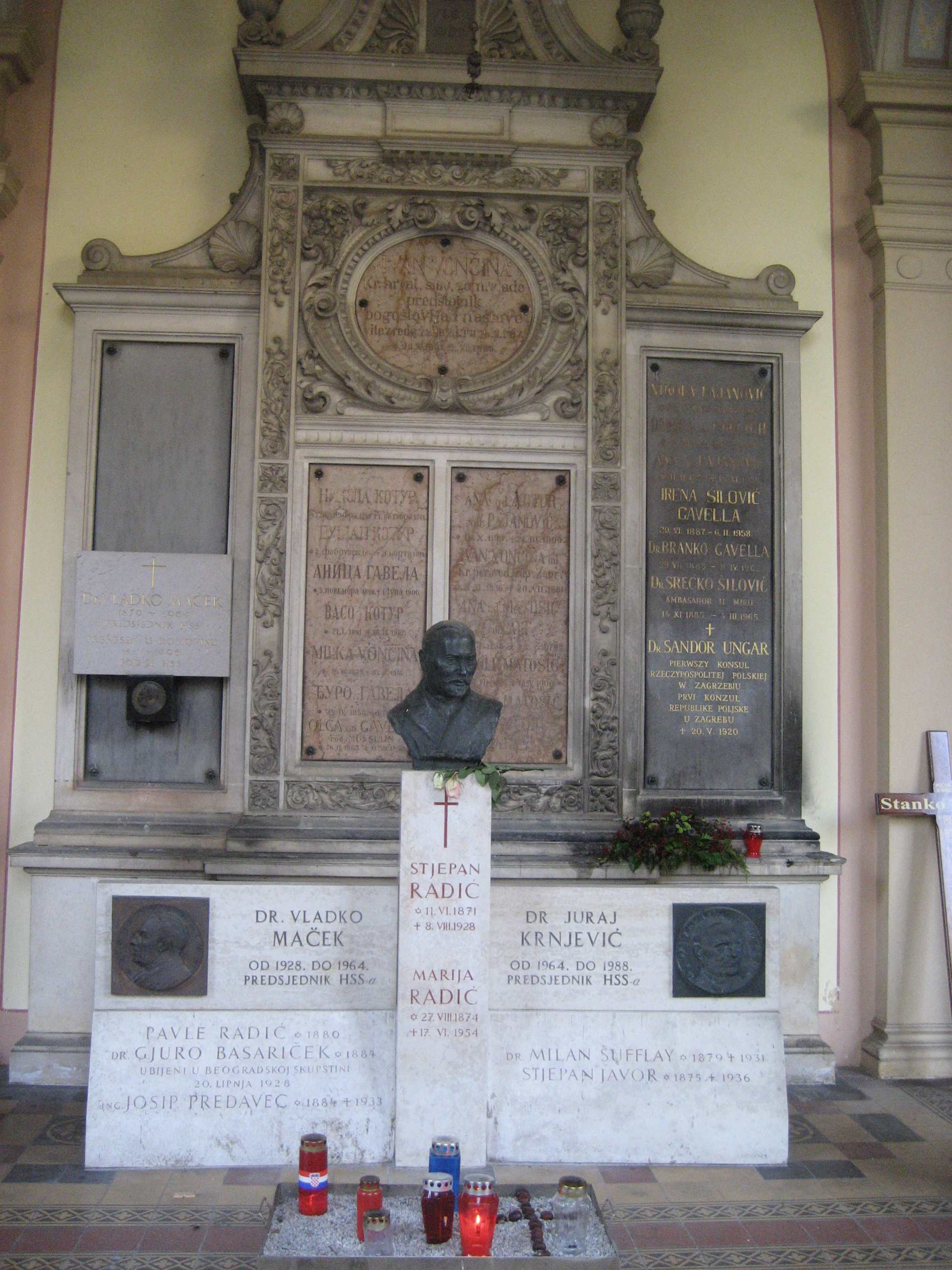
Stjepan Radić, Milan Šufflay és parasztpárti vezetőtársaik közös sírja a zágrábi Mirogoj temetőben

Albániából hazatérve fenyegető levelet kapott, majd a sajtón keresztül gyakori támadások érték, ami egyértelmű jele volt annak, hogy a nagyszerb körök a likvidálása mellett döntöttek. A király védelmét élvező Ifjú Jugoszlávia nevű terrorkülönítmény tagjai 1931. február 18-án háza küszöbén megtámadták, és kalapáccsal bezúzták a koponyáját. Ezután betörtek a lakásba, és a Codex albanicus III. kötetének kéziratát elvitték. Február 19-én belehalt fejsérüléseibe. Február 22-én a zágrábi Mirogoj temető parasztpárti árkádsorában helyezték örök nyugalomra. A rablást elkövető Belošević és Zwerger rendőrügynökök Belgrádba menekültek, kiadatásukat a Horvát Banovina megalakulása után hiába kérték. 1940-ben, június 10. és 14. között, Branko Zwerger, Ljubomir Belošević és Stevo Večerinac merénylők perében a bíróság elmulasztotta annak a bizonyítását, hogy a merényletet és a gyilkosságot Janko Bedeković zágrábi rendőrfőnök utasítására hajtották végre. A bíróság háromnapos tárgyalás után 1940. június 21-én bűnösnek mondta ki Zwergert és Beloševićet, Večerinacot pedig felmentették. Zwergert életfogytiglani szabadságvesztésre és a közügyektől eltiltásra, Beloševićet pedig öt év börtönre és ezzel egyidejűleg a közügyektől eltiltásra ítélték. Miután az államügyész nem volt megelégedve a büntetés mértékével, 1940. június 28-án fellebbezést és felülvizsgálati kérelmet nyújtott be az Állami Főügyészséghez, amelyben arra kérte a táblabíróságot, hogy hozzon új határozatot a büntetés mértékéről. A táblabíróság megerősítette Zwerger ítéletét, és 1940 decemberében és 1941 januárjában új pert tartott Belošević ellen a Zágrábi Kerületi Bíróság előtt, majd 1941. január 25-én felmentette. Neves személyiségek, köztük Albert Einstein és Heinrich Mann levelet küldött a párizsi Nemzetközi Emberi Jogi Ligának, amelyben elítélték a merényletet és a király diktatúráját. A horvátok elleni politikai gyilkosságok tovább folytatódtak Jugoszláviában.

## Írói munkássága
A tudományos munkák mellett megírta az első horvát tudományos-fantasztikus regényt is „Na Pacifiku god. 2255” (A Csendes-óceánban 2255.) címmel, ezért a horvát tudományos-fantasztikus irodalom megalapítójának tartják. Ezt a művét 1924-ben Eamon O'Leigh álnéven adta ki, és április 23. és augusztus 1. között jelent meg az Obzorban, 75 folytatásban. A regényben többek között megjósolta a második világháború kitörését, a földi hőmérséklet emelkedését, a feminizmus térnyerését, a drogok és különféle stimulánsok használatának növekedését, és a vegetarianizmusra való átállást.

## Elismerései
2002-ben posztumusz megkapta a legmagasabb albán „Naim Frasheri d'or” kitüntetést. Ezzel egyidejűleg Albániában nagyszabású tudományos konferenciát tartottak erről a „Shuflaj dhe Shqiptarët” címmel.

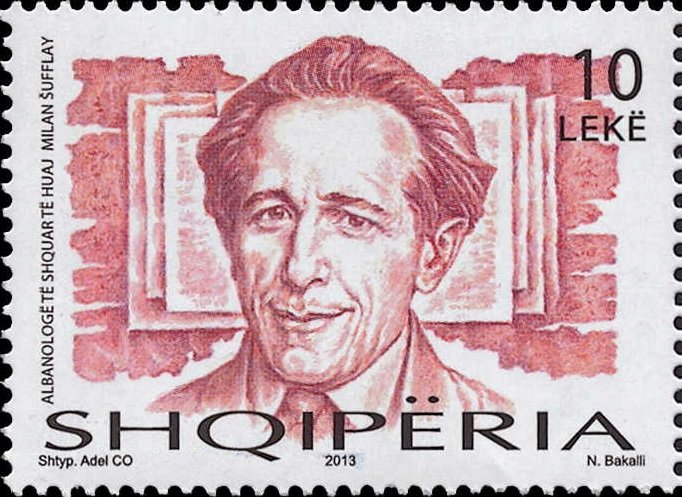
Arcképe az Albán Posta emlékbélyegén

## Emlékezete
- A zágrábi Dalmatinska utca 6. szám alatt, amely előtt meggyilkolták, a Horvát Sárkány Testvériség Társaság 1994-ben emléktáblát állított neki.
- Az Albán Posta 2013. november 25-én a második emlékbélyeg sorozatát a világhírű albanológusoknak (Milan Šufflay, Konstantin Jireček és Thallóczy Lajos) dedikálta.
- Az Albán Köztársaság zágrábi nagykövetsége „Milan Šufflay” elismerő oklevelet (albánul: Certifikata e Meritës "Milan Šufflay") adományoz olyan személyeknek, intézményeknek vagy szervezeteknek, amelyek kiemelkedően hozzájárulnak Albánia és Horvátország közötti barátság és kapcsolatok erősítéséhez, népeik békéjéhez, biztonságához, a stabilitáshoz és kiemelkedően hozzájárultak a környezet fenntartható fejlődéséhez, illetve kiemelkedőt alkottak az albánokhoz és horvátokhoz kapcsolódó tudományos, kulturális, művészeti és tudományos területeken.

## Főbb művei
- Hrvatska i zadnja pregnuća istočne imperije pod žezlom triju Komnena (1075-1180), Zagreb, 1901.
- Die Dalmatinische Privaturkunde, Wien, 1904.
- A két arbei ikeroklevél, Budapest, 1905.
- Biologie des albanesischen Volksstammes, München, 1916.
- Die Kirchenzustànde im vorturkischen Albanien von Milan v. Sufflay, Budapest, 1916.
- Acta et diplomata res Albaniae mediae aetatis illustrantia, (társszerzők: Jireček és Thallóczy), Wien, 1913.
- Kostadin Balšić (1392-1402.): historijski roman u tri dijela, történelmi regény, Zagreb, 1920.
- Ludwig v. Thalloczy: (1854-1916), Berlin, 1920.
- Stàdie una Burgen Albaniens hauptsachlich wahrend des Mittelalters, Wien-Leipzig, 1924.
- Srbi i Arbanasi. (Njihova simbioza u srednjem vijeku.), Beograd-Ljubljana, 1925.
- Serbét dhe Shqiptarèt, Tirana, 1926.
- Hrvatska u svijetlu svjetske historije i politike: dvanaest eseja, Zagreb, 1928.
- Hrvati u sredovječnom svjetskom viru, 1931.
- Historija e Shqiptarèye té veriut. Serbét e Shqiptarèt, Priština, 1968.
- Dr. Milan Šufflay: znanstvenik, borac i mučenik: povodom 60 godišnjice od atentata 1931-1991, (szerk. Dobroslav Paraga és Ante Paradžik), Zagreb, 1991.
- Kostadin Balšić, Zagreb, 1997.
- Na Pacifiku god. 2255.: metagenetički roman u četiri knjige, tudományos-fantasztikus regény, Zagreb, 1998.
- Izabrani eseji, prikazi i članci, (szerk. Darko Sagrak) Zagreb, 1999.
- Izabrani eseji, rasprave, prikazi, članci i korespondencija, (szerk. Darko Sagrak) Zagreb, 2000.
- Izabrani politički spisi, (összeáll. Dubravko Jelčić), Zagreb, 2000.
- Dalmatinsko-hrvatska srednjovjekovna listina. Povijest hrvatskoga notarijata od XI. do XV. stoljeća, Zagreb, 2000.